# Chemillé-en-Anjou
Chemillé-en-Anjou es una comuna nueva francesa situada en el departamento de Maine y Loira, de la región de Países del Loira.

## Historia
Fue creada el 15 de diciembre de 2015, en aplicación de una resolución del prefecto de Maine y Loira de 24 de septiembre de 2015 con la unión de las comunas que formaban la comunidad de comunas de la Región de Chemillé: Chanzeaux, Chemillé-Melay, cuyas dos comunas delegadas (Chemillé y Melay) pasan a formar parte de la nueva comuna sin cambios, Cossé-d'Anjou, La Chapelle-Rousselin, La Jumellière, La Salle-de-Vihiers, La Tourlandry, Neuvy-en-Mauges, Sainte-Christine, Saint-Georges-des-Gardes, Saint-Lézin y Valanjou, pasando a estar el ayuntamiento en la antigua comuna de Chemillé.

## Demografía
| Gráfica de evolución demográfica de Chemillé-en-Anjou entre 1800 y 2013 |
|                                                                         |

Los datos entre 1800 y 2013 son el resultado de sumar los parciales de las trece comunas que forman la nueva comuna de Chemillé-en-Anjou, cuyos datos se han cogido de 1800 a 1999, para las comunas de Chanzeaux, Chemillé, Cossé-d'Anjou, La Chapelle-Rousselin, La Jumellière, La Salle-de-Vihiers, La Tourlandry, Melay, Neuvy-en-Mauges, Sainte-Christine, Saint-Georges-des-Gardes, Saint-Lézin y Valanjou de la página francesa EHESS/Cassini. Los demás datos se han cogido de la página del INSEE.

## Composición
| Comuna delegada          | Código INSEE | Población (2013) | Superficie (km²) | Densidad (hab./km²) |
| ------------------------ | ------------ | ---------------- | ---------------- | ------------------- |
| Chanzeaux                | 49071        | 1177             | 31.47            | 37                  |
| Chemillé                 | 49092        | 7028             | 49.2             | 143                 |
| Cossé-d'Anjou            | 49111        | 430              | 13.29            | 32                  |
| La Chapelle-Rousselin    | 49074        | 778              | 12.54            | 62                  |
| La Jumellière            | 49169        | 1419             | 29.09            | 49                  |
| La Salle-de-Vihiers      | 49325        | 1036             | 17.27            | 60                  |
| La Tourlandry            | 49351        | 1344             | 19.34            | 69                  |
| Melay                    | 49199        | 1608             | 22.7             | 71                  |
| Neuvy-en-Mauges          | 49225        | 802              | 18.13            | 44                  |
| Sainte-Christine         | 49268        | 813              | 9.52             | 85                  |
| Saint-Georges-des-Gardes | 49281        | 1616             | 32.49            | 50                  |
| Saint-Lézin              | 49300        | 777              | 13.08            | 59                  |
| Valanjou                 | 49153        | 2290             | 5586             | 41                  |